# Verkehrszentrale Warnemünde

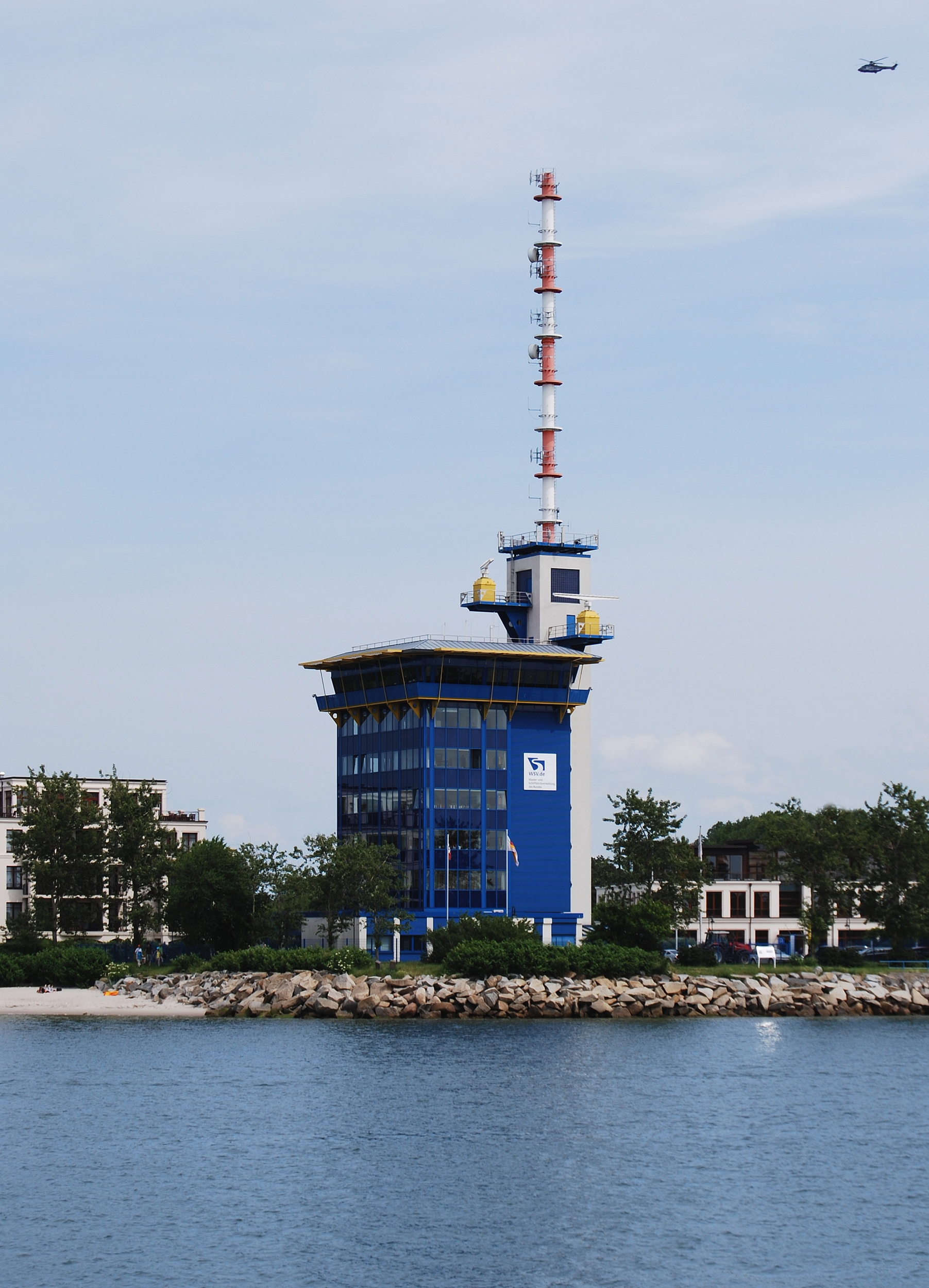
Turm der Verkehrszentrale Warnemünde

Die Verkehrszentrale Warnemünde überwacht und informiert als zuständige deutsche Behörde für den Schiffsverkehrsdienst VTS (englisch Vessel Traffic Service) die Schifffahrt auf der Ostsee zwischen Mecklenburg und der polnischen Grenze. Die Nautiker des Wasserstraßen- und Schifffahrtsamt Ostsee (WSA Ostsee) können auf Grundlage der Radarüberwachung und den AIS-Informationen (Automatic Identification System) als Schifffahrtspolizei regelnd eingreifen, um einen flüssigen und reibungslosen Schiffsverkehr im überwachten Revier zu gewährleisten. Als VTS Warnemünde hat sie ihren Sitz im markanten Bauwerk der Lotsenstation im Rostocker Ortsteil Hohe Düne auf der Ostseite der Warnow gegenüber von Warnemünde.

## Zuständigkeitsgebiet
Die Verkehrszentrale ist ein eigenständiger Außenbereich des WSA Ostsee und ein Bestandteil des küstenweiten Sicherheitskonzepts Deutsche Küste. Zusammen mit der Verkehrszentrale Travemünde sichern die Nautiker die Schifffahrt im deutschen Hoheitsgebiet auf der Ostsee. Die Grenze zwischen den zwei überwachten Gebieten liegt an der Mecklenburger Bucht westlich von Kühlungsborn am Kap Bukspitze mit dem Leuchtturm Buk. Von dort reicht das Überwachungsgebiet bis zur Pommerschen Bucht und umfasst das Seegebiet rings um die Insel Rügen mit dem Strelasund.
Das Gebiet ist eine der verkehrsreichsten Regionen der Welt, in dem die Navigation noch durch Untiefen erschwert wird. In Höhe der Fährverbindung zwischen Warnemünde und Gedser vereinigen sich die beiden aus Westen kommenden Hauptschifffahrtsstraßen der Ostsee, die Kiel (Kiel-Ostsee-Weg) bzw. Lübeck (Lübeck-Gedser-Weg) mit Skandinavien und dem Baltikum verbinden. In der Fortsetzung verläuft zwischen der Halbinsel Fischland-Darß-Zingst und den dänischen Inseln Falster und Møn die schwierig zu befahrene Kadetrinne mit über 60.000 Durchfahrten pro Jahr. Der Schiffsverkehr wird zusätzlich erschwert und gefährdet durch kreuzende Fähren und Fischereifahrzeuge.
Für die Zukunft wird ein weiteres Anwachsen des Schiffsverkehrs mit Tankern, Container- und Kreuzfahrtschiffen prognostiziert, deren Größen ebenfalls wachsen. Daher existiert in der Kadetrinne ein Verkehrstrennungsgebiet, das von Warnemünde aus überwacht wird. Das Überwachungsgebiet ist unterteilt in fünf Sektoren, die per Funk auf separaten Arbeitskanälen oder telefonisch angesprochen werden können:
| Sektor Rufname      | Revier                                                              | Arbeitskanal |
| ------------------- | ------------------------------------------------------------------- | ------------ |
| Kadetrenden Traffic | nur für die Kadetrinne                                              | 71           |
| Warnemünde Traffic  | Mecklenburger Bucht von der Bukspitze bis zur Landspitze Darßer Ort | 73           |
| Stralsund Traffic   | Bucht zwischen Darßer Ort und Nordspitze Rügen einschl. Strelasund  | 67           |
| Sassnitz Traffic    | Pommersche Bucht vor Rügen vom Kap Arkona bis zum Kap Nordperd      | 13           |
| Wolgast Traffic     | Pommersche Bucht vom Greifswalder Bodden bis Swinemünde             | 9            |

Bei Verlassen des Zuständigkeitsgebiets werden die geführten Schiffe an die benachbarten Verkehrszentralen übergeben:
- Verkehrszentrale Travemünde
- Verkehrszentrale Großer Belt in Korsør, Dänemark (Great Belt VTS)
- Verkehrszentrale Öresund in Malmö, Schweden
- Verkehrszentrale Świnoujście-Szczecin, Polen

## Aufgaben der Verkehrszentrale
Die Hauptaufgabe der Verkehrszentrale ist die maritime Verkehrssicherung und Ordnung der Schiffsverkehrs als Schifffahrtspolizei. VTS ist nach einer UN-Konvention verpflichtend und durch eine staatlich autorisierte Stelle für die Schifffahrt rund um die Uhr zur Verfügung zu stellen, um die Sicherheit und Leichtigkeit des Schiffsverkehrs jederzeit zu gewährleisten. Wichtigste Aufgabe ist die Vermeidung von Unfällen und die Abwehr von Gefahren für Schiff und Ladung.
Mit Hilfe der Maritimen Verkehrstechnik werden im VTS sämtliche Verkehrsdaten und die relevanten Messgrößen zu Wetter und Seegang gesammelt und aufbereitet. Die Darstellung im VTS-System erfolgt auf dem Hintergrund einer elektronischen Seekarte, worin das Lagebild des überwachten Reviers laufend aktualisiert wird. Dadurch können die Nautiker der Zentrale die Bewegungen aller Schiffe verfolgen und bei drohenden Gefahren regelnd eingreifen. Wichtigstes Kommunikationsmittel ist der Sprechfunk auf Ultrakurzwelle.
Die elektronisch unterstützte Überwachung des Schiffsverkehrs ist vergleichbar mit der Flugsicherung in der Luftfahrt.